# إيملي كولينز
إيملي كولينز (بالإنجليزية: Emily Collins) هي دراجة نيوزيلندية، ولدت في 16 سبتمبر 1990 في أوكلاند في نيوزيلندا.

## وصلات خارجية
- إميلي كولينز على موقع الاتحاد الدولي للدراجات (الإنجليزية)
- إميلي كولينز على موقع أرشيف الدراجات (الإنجليزية)
- إميلي كولينز على موقع إحصائيات الدراجات الإحترافية (الإنجليزية)
- إميلي كولينز على موقع نسبة الدراجات (الإنجليزية)